# Ведмежі острови
Ведме́жі острови́ (рос. Медвежьи острова, якут. Эһэлээх арыылар) — група невеликих островів у Східносибірському морі. Територіально відноситься до Республіки Саха, Росія.
Площа островів становить 60 км². Найвища точка  — гора Шапка заввишки до 273 м, розташована на Хрестовському острові. Протокою Колимською Ведмежі острови відокремлені від материка.
Група складається з 6 островів:
- острів Андреєва
- острів Леонтьєва
- острів Лисова
- острів Пушкарьова
- Хрестовський острів
- Чотирьохстовповий острів

Острови складені гранітами та глинястими сланцями. Береги переважно скелясті, місцями заболочені та низовинні. Біля берегів льодовий припій (1-3 місяців за рік). Переважають кам'яниста арктична тундра та кам'янисті розсипи. Серед рослин зростають мохи та тверді трави. Зустрічаються викидні ліси (плавники), який складається з модрини, ялиці та тополі. Серед тварин мешкають північні олені, миші, з материка заходять білі ведмеді, вовки та лисиці.
Острови відкриті в 1710 році козаком Яковом Пермяковим, що плив з Лени до Колими. В 1740 році Д. Я. Лаптєв досягнув Хрестовського острова, пливши з Індигірки до Колими. В 1761 році тут зупинилась експедиція Шелаурова. В 1821 році острів відвідав лейтенант Ф. П. Врангель, в квітні 1870 року — експедиція Неймана.